# Sint-Christoffelkerk (Pierkenshoek)

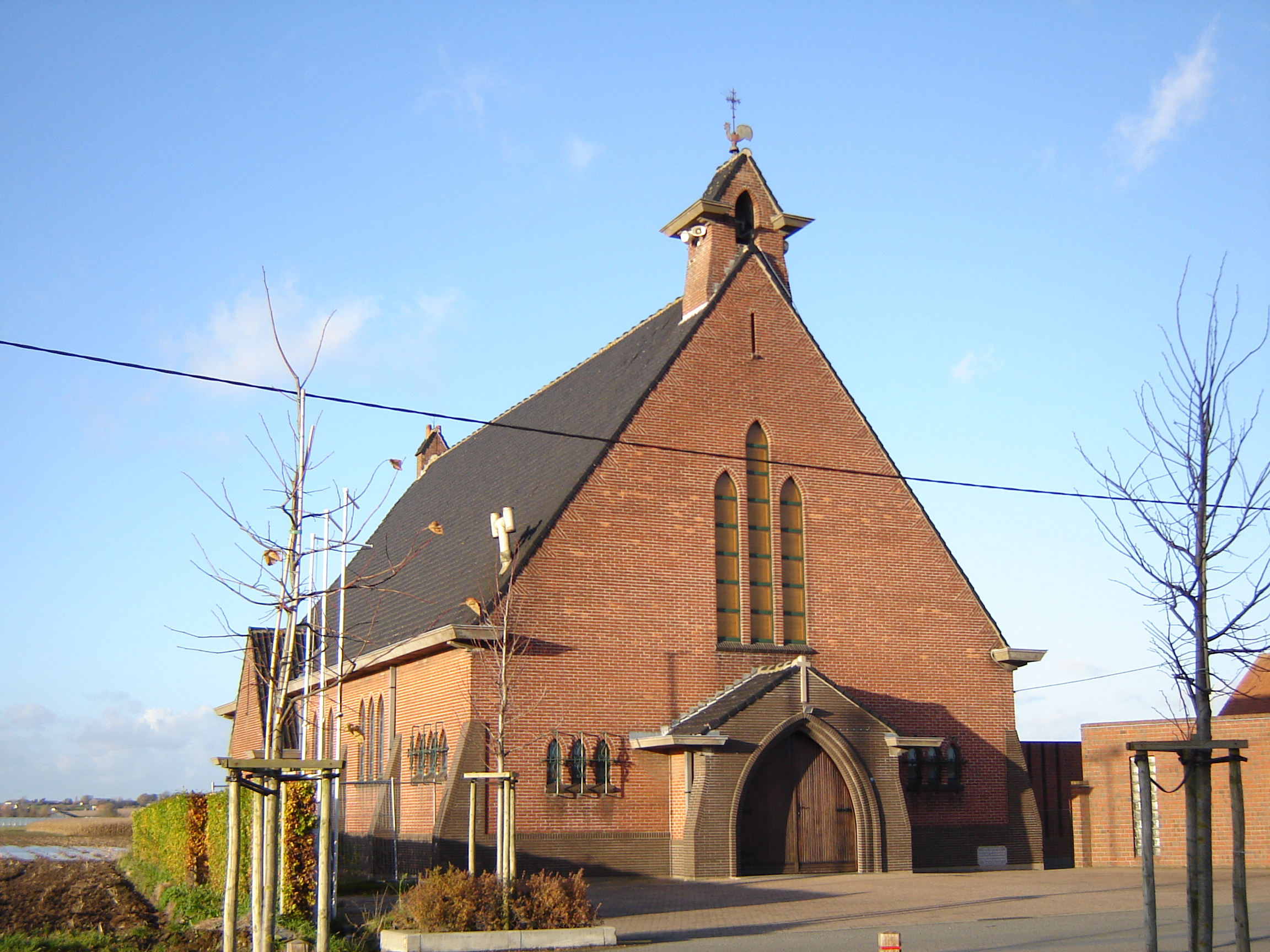
Sint-Christoffelkerk

De Sint-Christoffelkerk (ook: Sint-Kristoffelkerk) is de kerk van het tot de West-Vlaamse gemeente Houthulst behorende dorp Pierkenshoek, gelegen aan Schoolstraat 90.

## Geschiedenis
Het kerkje werd gebouwd van 1951-1952 als hulpkerk van de Sint-Laurentiusparochie voor het dorpje Pierkenshoek. Architect was Oktaaf Vandaele.
Het betreft een eenvoudig bakstenen zaalkerkje onder hoog zadeldak dat voorzien is van een bescheiden klokkengeveltje. De kerk heeft een voorgeplaatst portaal. De stijl toont elementen van moderne gotiek. Er zijn glas-in-loodramen die heiligen voorstellen.